# Cydno
Cydno aurait selon la légende fondé sous le nom de Barra en 1804 avant J.-C. la ville de Bergame en Italie.
Le personnage aurait été un prince ligure, fils du roi légendaire éponyme Ligure. On le prétendait parfois fils de Cham, le cadet du patriarche Noé.